# Shemshād Sarā
Shemshād Sarā (persiska: شمشاد سرا) är en ort i Iran.   Den ligger i provinsen Gilan, i den norra delen av landet, 180 km nordväst om huvudstaden Teheran. Shemshād Sarā ligger 290 meter över havet och antalet invånare är 190.
Terrängen runt Shemshād Sarā är kuperad åt nordväst, men åt sydost är den bergig. Runt Shemshād Sarā är det ganska tätbefolkat, med 134 invånare per kvadratkilometer. Närmaste större samhälle är Rūdsar, 17,4 km norr om Shemshād Sarā. I omgivningarna runt Shemshād Sarā växer i huvudsak blandskog.